# بیماری بومی
بیماری بومی یا بومی‌گیری یا اندمیک (به انگلیسی: endemic) هنگامیکه یک بیماری به علت شرایط خاص بوم‌شناسی یک منطقه در حد انتظار باشد، بیماری بومی است.